# اخترفیزیک اتمی و مولکولی

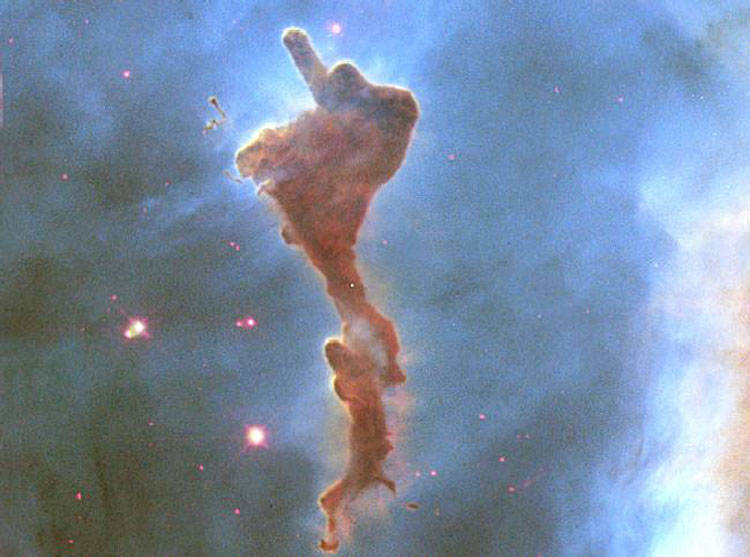
در طی چند میلیون سال نور ستاره‌های درخشان این ابر مولکولی گاز و غبار را از بین، خواهد برد. ابر از سحابی شاه‌تخته جداشده است. ستارگان تازه‌شکل‌گرفته در این نزدیکی قابل مشاهده هستند، تصاویر آن‌هاکه توسط نور آبی، قرمز‌شده است ترجیحاً توسط غبار فراگیر پراکنده‌شده است. طول این تصویر حدود دو سال نوری است و توسط تلسکوپ فضایی هابل در سال ۱۹۹۹ ضبط‌شده است.

اخترفیزیک اتمی به معنی استفاده از محاسبات فیزیک اتمی در اخترشناسی است. مهم‌ترین فاکتور برای بررسی یک ستاره، نور آنست و این نور از تغییر تراز الکترون در اتم می‌آید.
اخترفیزیک مولکولی به مطالعهٔ تابش گسیل شده از مولکولها در فضا می‌پردازد. هم‌اکنون ۱۱۰ نوع مولکول در فضای بین ستاره‌ای شناخته شده‌اند. این مولکولها در قسمتهای سرد فضا وجود دارند چون در قسمتهای داغ فضا مولکولها به اتم تجزیه می‌شوند، بنابراین یکی از مکانهای مهم که می‌توان با کمک اخترفیزیک مولکولی یافت، سیارات فراخورشیدی هستند.